# Рувета
Рувета, или драгоценная рувета, или рыба-масло (лат. Ruvettus pretiosus), — вид лучепёрых рыб из семейства гемпиловых, единственный в роде рувет или рыб-масел (Ruvettus). Широко распространены в тропических и умеренных водах всех океанов, встречаются в Средиземном море. Промысловое значение невелико.

## Описание
Тело удлинённое, веретенообразной формы, несколько сжато с боков. Высота тела укладывается 4,3—4,9 раз в стандартной длине тела. Кожа очень грубая, покрыта циклоидной чешуёй с многочисленными костными бугорками. На нижней стороне тела между брюшными и анальным плавниками проходит киль из окостеневших чешуй. Нижняя челюсть немного выступает вперёд. На верхних концах обеих челюстей отсутствуют кожистые выступы.
У молоди на обеих челюстях есть клыковидные зубы, почти незаметны у взрослых особей. На сошнике и нёбе имеются однорядные мелкие зубы. Первый спинной плавник низкий, с 13—15 колючими лучами, а во втором спинном плавнике 15—18 мягких лучей. Анальный плавник с 15—18 мягкими лучами. За мягкой часть спинного плавника и анальным плавником расположены по два дополнительных плавничка. В грудных плавниках 15 мягких лучей. Брюшные плавники хорошо развиты, с одной колючкой и 5 мягкими лучами. На хвостовом стебле нет килей. Хвостовой плавник вильчатый. Боковая линия одна, иногда видна нечётко, изгибается вниз над грудными плавниками. Позвонков 32. Максимальная длина тела 300 см, а масса 63,5 кг.
Тело однотонное, коричневого или тёмно-коричневого цвета, верхушки грудных и брюшных плавников чёрные. У молоди края второго спинного и анального плавников белые.

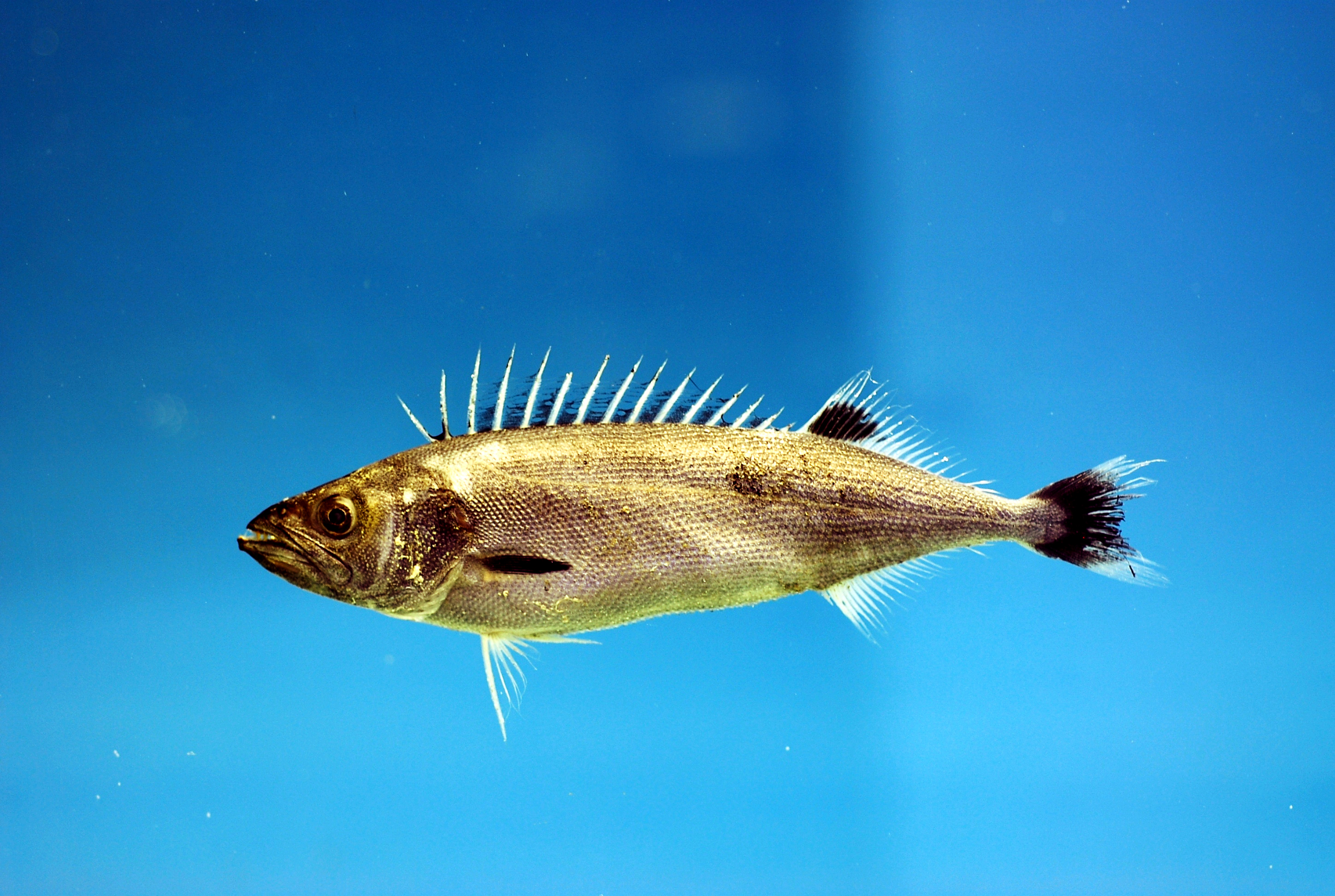
Молодь руветы

## Распространение
Широко распространены в тропических и умеренных морях планеты на глубинах от 18 до 1100 м.

## Биология
Как правило, обитают в зоне континентального шельфа, а иногда в океанических водах. Одиночные или в парах вблизи дна. Мигрируют далеко от берега. Питаются рыбой, ракообразными и кальмарами. Период удвоения популяции составляет 4,5—14 лет.

## Взаимодействие с человеком
Промысловое значение небольшое. Попадается в качестве прилова при промысле тунцов. Мясо руветы очень жирное, что достигается за счёт содержания большого количества животного воска. В отличие от жиров, воски не перевариваются (устойчивы к липазам) и, при употреблении довольно умеренного количества, способны оказать слабительное действие (отсюда ещё одно название — «касторковая рыба»).